# Stazione di Blankenberg (Meckl)
La stazione di Blankenberg (Meckl) è una stazione ferroviaria posta lungo la linea Bad Kleinen-Rostock, a servizio del paese di Blankenberg.
In passato era servita anche dalla linea Wismar-Karow, ora in esercizio per il solo traffico merci nella breve tratta da Blankenberg a Dabel.